# Japan Soccer League 1970
Die Japan Soccer League 1970 war die sechste Spielzeit der japanischen Japan Soccer League. An ihr nahmen 8 Vereine teil. Meister wurden die Toyo Industries.

## Ergebnisse
| Pl. | Verein                      | Sp. | S  | U | N  | Tore    | Diff. | Punkte |
| --- | --------------------------- | --- | -- | - | -- | ------- | ----- | ------ |
| 1.  | Toyo Industries             | 14  | 11 | 1 | 2  | 033:500 | +28   | 23     |
| 2.  | Mitsubishi Heavy Industries | 14  | 7  | 4 | 3  | 024:130 | +11   | 18     |
| 3.  | Hitachi                     | 14  | 6  | 4 | 4  | 021:180 | +3    | 16     |
| 4.  | Yanmar Diesel               | 14  | 7  | 1 | 6  | 026:210 | +5    | 15     |
| 5.  | Furukawa Electric           | 14  | 5  | 4 | 5  | 021:210 | ±0    | 14     |
| 6.  | Nippon Steel                | 14  | 5  | 3 | 6  | 031:290 | +2    | 13     |
| 7.  | Nippon Kokan                | 14  | 3  | 2 | 9  | 014:380 | −24   | 08     |
| 8.  | Nagoya Mutual Bank          | 14  | 1  | 3 | 10 | 009:340 | −25   | 05     |

## Preise

### Torschützenkönige
- Kunishige Kamamoto (16 Tore) (Yanmar Diesel)

### Best XI
- Kōji Funamoto (Toyo Industries)
- Hiroshi Katayama (Mitsubishi Heavy Industries)
- Minoru Kobata (Hitachi)
- Yoshitada Yamaguchi (Hitachi)
- Aritatsu Ogi (Toyo Industries)
- Nelson Yoshimura (Yanmar Diesel)
- Takaji Mori (Mitsubishi Heavy Industries)
- Teruki Miyamoto (Nippon Steel)
- Ryūichi Sugiyama (Mitsubishi Heavy Industries)
- Kunishige Kamamoto (Yanmar Diesel)
- Tadahiko Ueda (Nippon Steel)